# Pszczyna (gemeente)
De gemeente Pszczyna is een stad- en landgemeente in het Poolse woiwodschap Silezië, in powiat Pszczyński.
De zetel van de gemeente is in Pszczyna.
Sołectwa:
- Brzeźce
- Czarków
- Ćwiklice
- Jankowice
- Łąka
- Poręba
- Piasek
- Rudołtowice
- Studzienice
- Studzionka
- Wisła Mała
- Wisła Wielka

## Oppervlakte gegevens
In 2002 bedroeg de totale oppervlakte van gemeente Pszczyna 174,01 km², waarvan:
- agrarisch gebied: 56%
- bossen: 29%

De gemeente beslaat 36,75% van de totale oppervlakte van de powiat.

## Demografie
Stand op 31 december 2005:
| Omschrijving                   | Totaal | Totaal | Vrouwen | Vrouwen | Mannen | Mannen |
| ------------------------------ | ------ | ------ | ------- | ------- | ------ | ------ |
| eenheid                        | aantal | %      | aantal  | %       | aantal | %      |
| inwoners                       | 49 831 | 100    | 25 710  | 51,6    | 24 121 | 48,4   |
| bevolkingsdichtheid (inw./km²) | 286,4  | 286,4  | 147,8   | 147,8   | 138,6  | 138,6  |

In 2002 bedroeg het gemiddelde inkomen per inwoner 1407,1 zł.

## Aangrenzende gemeenten
Bestwina, Bojszowy, Czechowice-Dziedzice, Goczałkowice-Zdrój, Kobiór, Miedźna, Pawłowice, Strumień, Suszec